# Heritage (album Earth, Wind & Fire)
Heritage è il quindicesimo album discografico in studio del gruppo musicale statunitense Earth, Wind & Fire, pubblicato nel 1990.

## Tracce
1. Interlude: Soweto – 0:36
2. Takin' Chances – 3:30
3. Heritage (feat. The Boys) – 4:05
4. Good Time (feat. Sly Stone) – 4:05
5. Interlude: Body Wrap – 0:23
6. Anything You Want – 4:46
7. Interlude: Bird – 0:36
8. Wanna Be the Man (feat. MC Hammer) – 4:20
9. Interlude: Close to Home – 1:35
10. Daydreamin' – 4:02
11. King of Groove – 5:21
12. I'm in Love – 4:02
13. For the Love of You (feat. MC Hammer) – 4:27
14. Gotta Find Out – 4:10
15. Motor – 3:44
16. Interlude: Faith – 1:01
17. Welcome – 4:03
18. Soweto (Reprise) – 0:38